# La Plata (Argentyna)
La Plata – miasto we wschodniej Argentynie, nad estuarium La Plata, na obszarze Pampy. Znajduje się około 60 km na południowy wschód od Buenos Aires. Jest ośrodkiem administracyjnym prowincji Buenos Aires. Według spisu ludności z 2010 roku liczy 799 523 mieszkańców, co czyni je czwartym pod względem liczby ludności miastem kraju.
La Plata została wybudowana od podstaw jako stolica prowincji Buenos Aires pod koniec XIX wieku. Znana jest głównie za sprawą swojego układu urbanistycznego.
W 2018 roku La Plata wraz z Buenos Aires została wpisana na argentyńską listę informacyjną UNESCO – listę obiektów, które Argentyna zamierza rozpatrzyć do zgłoszenia do wpisu na listę światowego dziedzictwa UNESCO.

## Historia

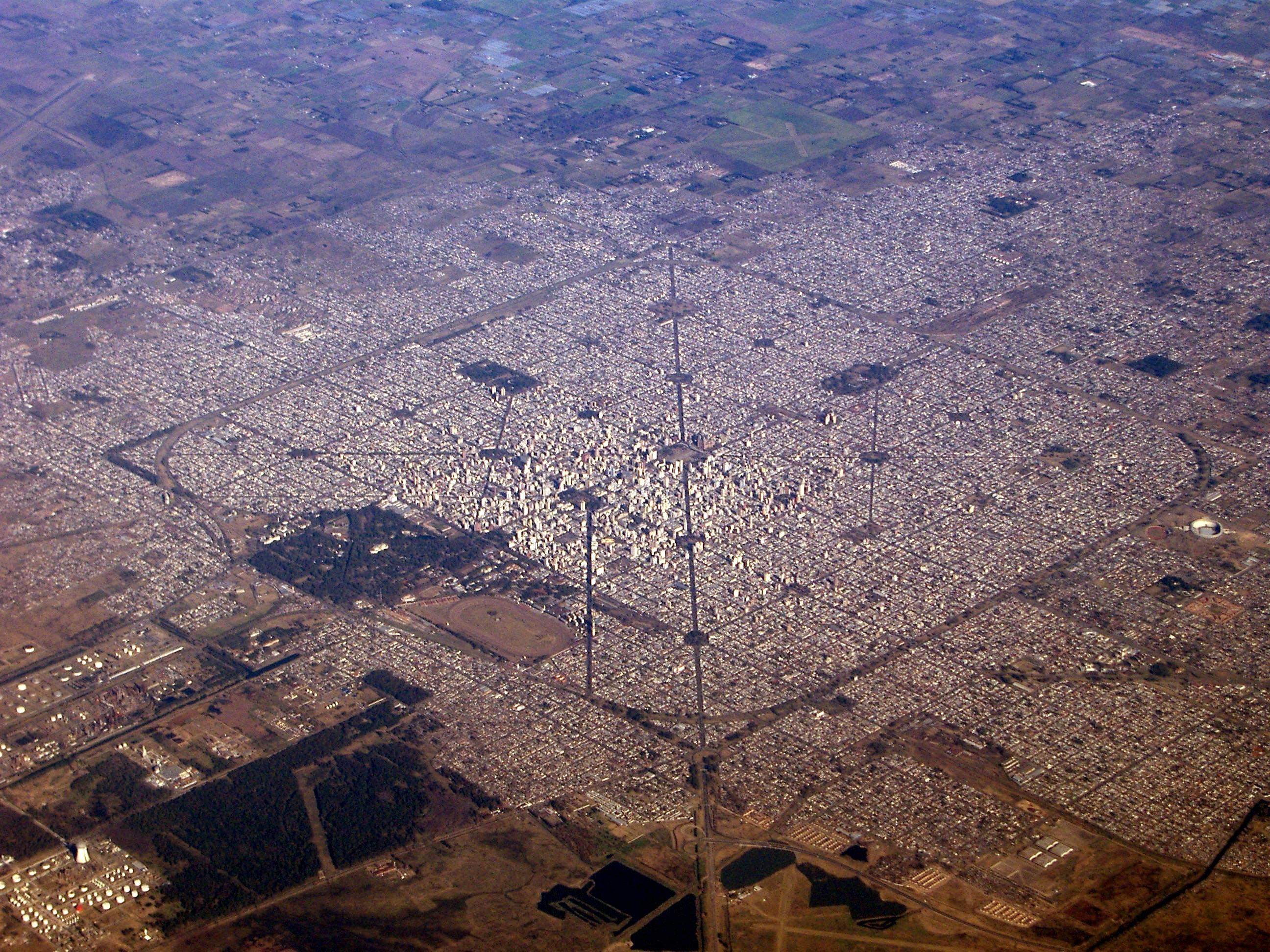
Widok z góry na miasto

W 1880 roku stolica Argentyny, Buenos Aires została sfederalizowana i wydzielona z prowincji Buenos Aires. Tym samym prowincja utraciła miasto będące siedzibą jej władz. Podjęto decyzję o założeniu nowego miasta, które miałoby pełnić tę funkcję. Zadanie wyznaczenia miejsca do wybudowania nowej stolicy prowincji przypadło jej ówczesnemu gubernatorowi Dardo Rocha, który na projektanta miasta wybrał argentyńskiego urbanistę Pedra Benoit. Zdecydowali się na lokalizację 60 km na południowy wschód od Buenos Aires, wystarczająco daleko, aby nadać nowej metropolii własną tożsamość.
W przeciwieństwie do Buenos Aires, gdzie ulice nie są rozmieszczone według określonego schematu, La Platę zaprojektowano na planie kwadratu z ulicami przecinającymi się pod kątem prostym. Miasto jest idealną kwadratową siatką o wymiarach 36 na 36 kwartałów, które mają podobną wielkość. Co szósta ulica została zaprojektowana jako aleja, przeznaczona do szybkiego poruszania się. Na skrzyżowaniach alei znajdują się parki, skwery, place i ronda. Wzdłuż głównej osi usytuowane są muzea, teatry, kościoły i obiekty administracyjne, na które w większości zostały rozpisane konkursy architektoniczne. W północno-wschodniej części La Platy znajduje się obszar zieleni, na terenie którego działają między innymi hipodrom i ogród zoologiczny.

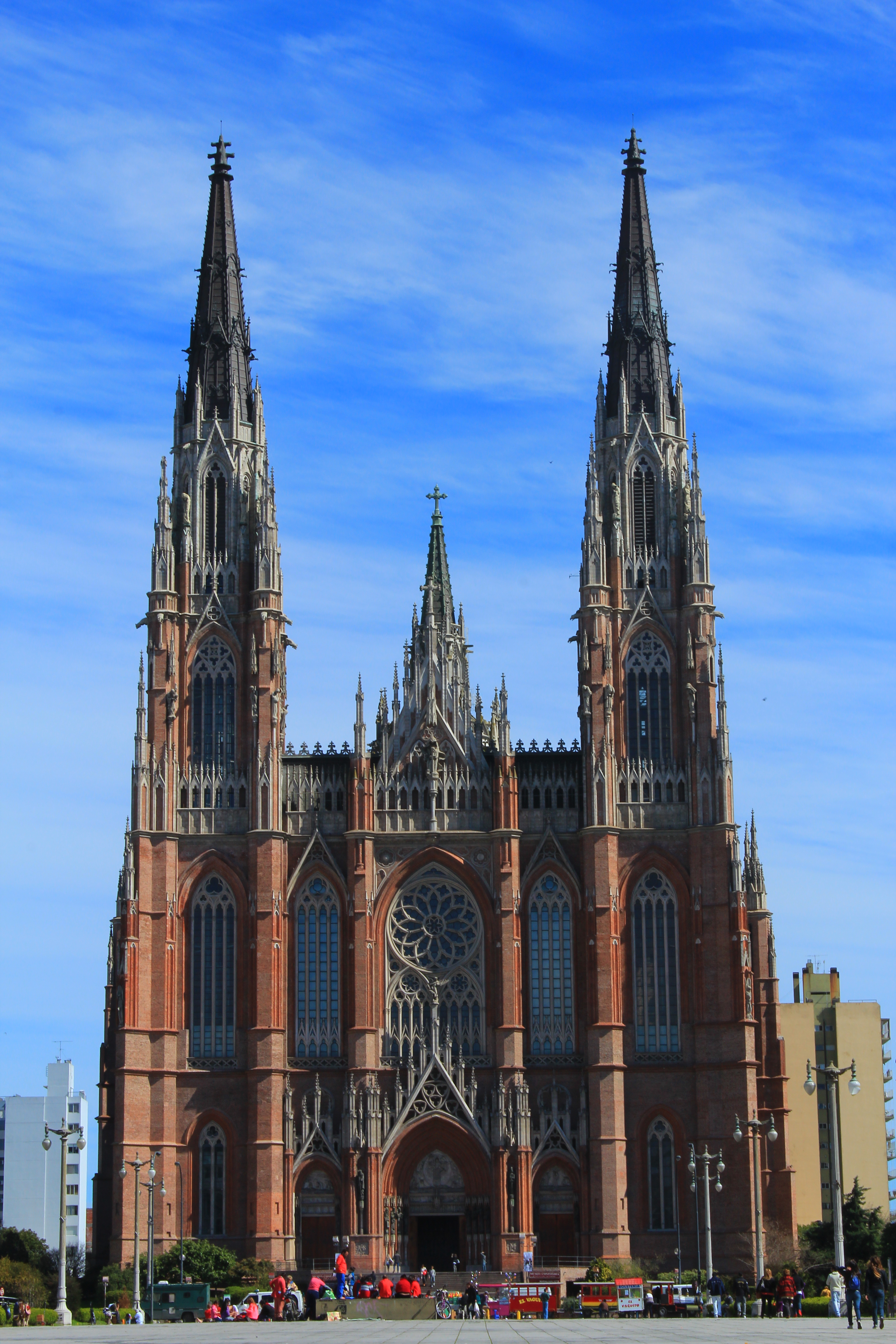
Katedra

Geometryczną siatkę ulic przecinają pod kątem 45° diagonalne aleje rozpoczynające się w narożnikach miasta i krzyżujące się w samym jego centrum. Według planów Benoit znajduje się tam plac, który stał się zalążkiem życia obywatelskiego. Właśnie tu usytuowany jest jeden z najbardziej charakterystycznych punktów miasta – katedra, która miała być zwieńczona wysokimi gotyckimi wieżami. Prócz skomplikowania jej konstrukcji, realizacja projektu była spowalniana przez recesję i wstrząsy polityczne w 1884 roku. Ostatecznie katedrę otwarto w 1932 roku, jednak brakowało jej wież. Prace związane z ukończeniem katedry rozpoczęto w 1997 roku, a zakończono dwa lata później. Po przeciwnej stronie placu zostały umiejscowione budynki administracji prowincji. W latach 80. XIX wieku panował optymizm, który niedługo później zaczął spadać. Chociaż wybudowanie infrastruktury zapewniającej prąd i bieżącą wodę uważano za cud techniki, brak stałych mieszkańców spowodował, że La Plata zyskała opinię miasta-widma. W 1890 roku Francuz Thèodore Childe stwierdził, że „miasto ma wszystko oprócz mieszkańców i powodu do istnienia”. Pomimo późniejszych wysiłków na rzecz ożywienia miasta, takich jak nowy kampus uniwersytecki zbudowany w 1905 roku, potrzeba było większości XX wieku, by La Plata zyskała pozytywną reputację.
W latach 1952–1955 miasto nosiło nazwę Eva Perón, na cześć żony prezydenta Juana Peróna.

## Geografia

### Klimat
W La Placie średnia roczna temperatura w ciągu doby wynosi 15,9 °C. Średnie temperatury w dzień wahają się od 14 °C w lipcu do 28,9 °C w styczniu, a w nocy od 5,1 °C w lipcu do 17,5 °C w styczniu. Suma rocznych opadów atmosferycznych wynosi 1068,5 mm. Najwięcej dni z opadami jest w październiku (średnio 8,8 dnia), najmniej w maju (6 dni). Średnia wilgotność powietrza w ciągu roku nie przekracza 80%. W ciągu roku jest tu 2283,2 godzin słonecznej bezchmurnej pogody, najwięcej w styczniu (251,1), a najmniej w czerwcu (120). Najniższą temperaturę, jaką odnotowano w La Placie, było –5,7 °C. Najwyższą zaś 39,9 °C.
Opady śniegu są niezwykle rzadkie w La Placie. Wystąpiły one między innymi 9 lipca 2007 roku podczas argentyńskiej burzy śnieżnej a także 6 czerwca 2012 roku.
| Miesiąc                                                  | Sty   | Lut   | Mar   | Kwi   | Maj   | Cze   | Lip   | Sie   | Wrz   | Paź   | Lis   | Gru   | Roczna |
| -------------------------------------------------------- | ----- | ----- | ----- | ----- | ----- | ----- | ----- | ----- | ----- | ----- | ----- | ----- | ------ |
| Rekordy maksymalnej temperatury [°C]                     | 38.4  | 38.1  | 36.3  | 33.6  | 28.2  | 25.5  | 28.4  | 30.1  | 31.0  | 32.6  | 35.8  | 39.9  | 39,9   |
| Średnie temperatury w dzień [°C]                         | 28.9  | 27.6  | 25.7  | 21.8  | 18.0  | 14.7  | 14.0  | 16.3  | 17.8  | 21.1  | 24.1  | 27.3  | 21,4   |
| Średnie dobowe temperatury [°C]                          | 22.8  | 21.8  | 20.0  | 16.2  | 12.7  | 9.9   | 8.9   | 10.7  | 12.5  | 15.7  | 18.4  | 21.1  | 15,9   |
| Średnie temperatury w nocy [°C]                          | 17.5  | 16.9  | 15.4  | 11.6  | 8.4   | 5.9   | 5.1   | 6.3   | 7.7   | 10.7  | 13.4  | 15.8  | 11,2   |
| Rekordy minimalnej temperatury [°C]                      | 5.4   | 4.1   | 1.8   | -0.2  | -3.4  | -5.7  | -5.4  | -3.5  | -2.7  | -1.2  | 1.0   | 1.3   | −5,7   |
| Opady [mm]                                               | 108.8 | 114.3 | 124.5 | 86.8  | 79.3  | 52.6  | 61.4  | 61.3  | 69.8  | 110.6 | 103.9 | 95.2  | 1068,5 |
| Średnia liczba dni z opadami                             | 8.1   | 7.2   | 8.0   | 7.4   | 6.0   | 6.2   | 6.3   | 6.4   | 6.9   | 8.8   | 8.4   | 7.6   | 87,3   |
| Wilgotność [%]                                           | 73.6  | 78.1  | 80.6  | 81.9  | 83.2  | 84.2  | 83.3  | 81.1  | 79.2  | 79.1  | 76.4  | 72.9  | 79,5   |
| Średnie usłonecznienie [h]                               | 251.1 | 229.6 | 210.8 | 186.0 | 155.0 | 120.0 | 127.1 | 161.2 | 171.0 | 207.7 | 225.0 | 238.7 | 2283,2 |
| Źródło: Servicio Meteorológico Nacional 21 stycznia 2018 |       |       |       |       |       |       |       |       |       |       |       |       |        |
| Źródło #2: NOAA (sun 1961–1990) 29 marca 2015            |       |       |       |       |       |       |       |       |       |       |       |       |        |

### Geologia
Okolice La Platy leżą na uskoku Punta del Este. Ostatnie trzęsienie ziemi w regionie miało tu miejsce 5 czerwca 1888 roku. Jego siła wynosiła 5,5 stopni w skali Richtera i wywołało ono niewielkie szkody. Epicentrum znajdowało się pośrodku estuarium La Plata.

## Demografia
Według spisu ludności przeprowadzonego w 2010 roku przez Instituto Nacional de Estadística y Censos miasto La Plata zamieszkują 799 523 osoby.

## Transport

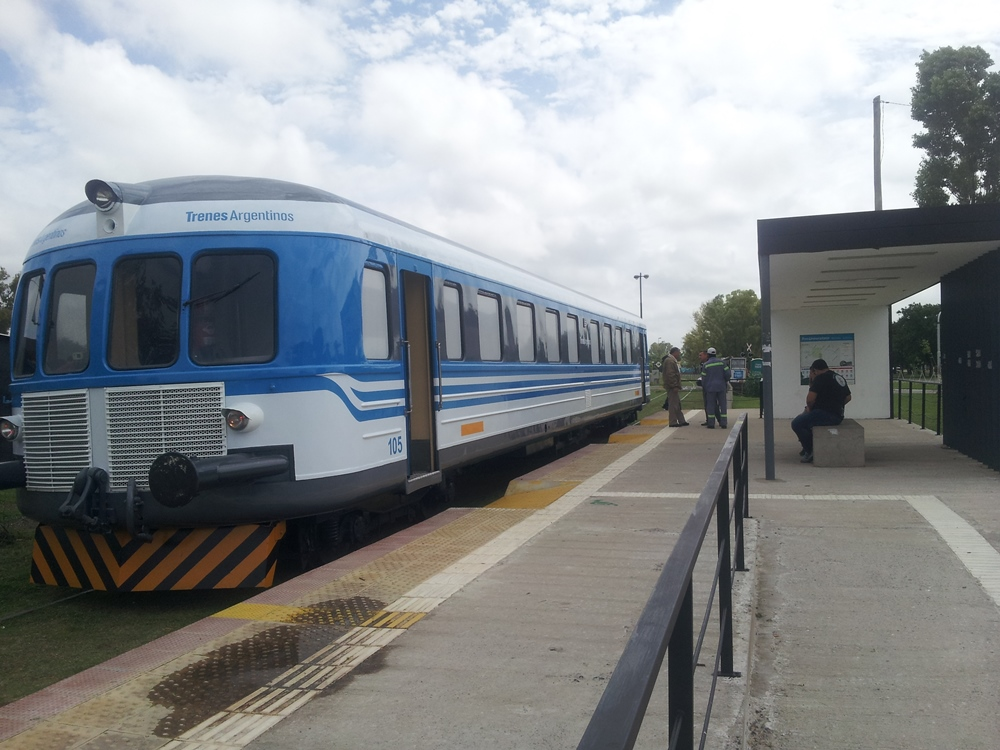
Szynobus kolei uniwersyteckiej

W północnej części La Platy znajduje się stacja kolejowa La Plata otwarta w 1906 roku. Jest to stacja końcowa linii Línea General Roca rozpoczynającej się na Buenos Aires Constitución, na której pociągi kursują co 30 minut, a w godzinach szczytu od poniedziałku do piątku co 24 minuty. W mieście, od 2013 roku, funkcjonuje linia kolejowa Tren Universitario de La Plata obsługiwana przez szynobusy, które na trasie o długości 4,5 km biegnącej od głównej stacji kolejowej do przystanku Policlínico zapewniają komunikację wydziałom Universidad Nacional de La Plata.
La Plata jest pierwszym miastem w Ameryce Łacińskiej, w którym uruchomiono tramwaje elektryczne. System tramwajowy funkcjonował tu w latach 1884–1966. W 2018 roku pojawiły się propozycje jego reaktywacji.
7 km na południowy wschód od miasta znajduje się port lotniczy La Plata, w skład którego wchodzą dwa pasy startowe o długości 1427 i 1100 m. Jest on wykorzystywany głównie do lotów czarterowych, prywatnych oraz przez szkoły lotnicze.
Ze stolicą kraju, Buenos Aires miasto łączy droga krajowa nr 1 mająca parametry autostrady.

## Kultura

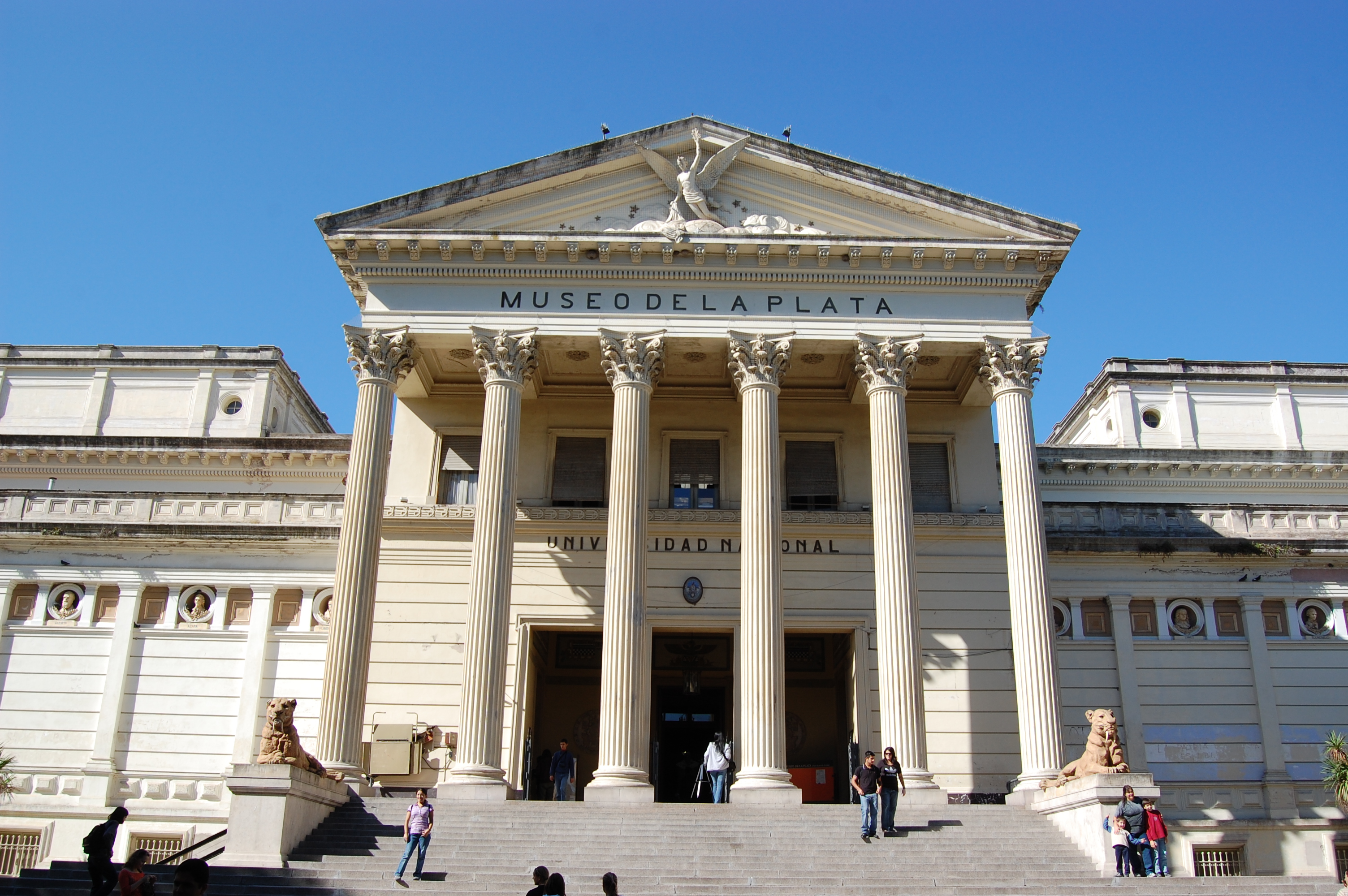
Muzeum w La Placie

Wzorem brazylijskiej stolicy, Brasílii, która również została wybudowana jako zaplanowane od podstaw, miasto, konserwatorzy i lokalni włodarze starają się o wpisanie La Platy na listę światowego dziedzictwa UNESCO.
W 2018 roku La Plata wraz z Buenos Aires została wpisana na argentyńską listę informacyjną UNESCO – listę obiektów, które Argentyna zamierza rozpatrzyć do zgłoszenia do wpisu na listę światowego dziedzictwa UNESCO (Buenos Aires i La Plata – dwie stolice kultury modernizmu, eklektyzmu i imigracji).
Na liście światowego dziedzictwa UNESCO znajduje się jedno z siedemnastu dzieł Le Corbusiera wybudowane w La Placie – Dom Curutcheta.
La Plata nazywana jest „miastem lip” (hiszp. la ciudad de los tilos) ze względu na znaczną liczbę zasadzonych wzdłuż ulic i na skwerach drzew z tego rodzaju. Ze względu na układ ulic zyskało również miano „miasta przekątnych” (ciudad de las diagonales).
W La Placie znajduje się muzeum założone w 1888 roku przez naukowca Francisco Moreno. Mieści ono wiele cennych na skalę Ameryki Łacińskiej zbiorów naukowych, głównie z dziedziny nauk przyrodniczych. Obserwatorium astronomiczne w La Placie uruchomiono w 1882 roku jako drugie w Argentynie po obserwatorium w Córdobie.

## Edukacja
W La Placie znajduje się Universidad Nacional de La Plata założony w 1905 roku.

## Sport

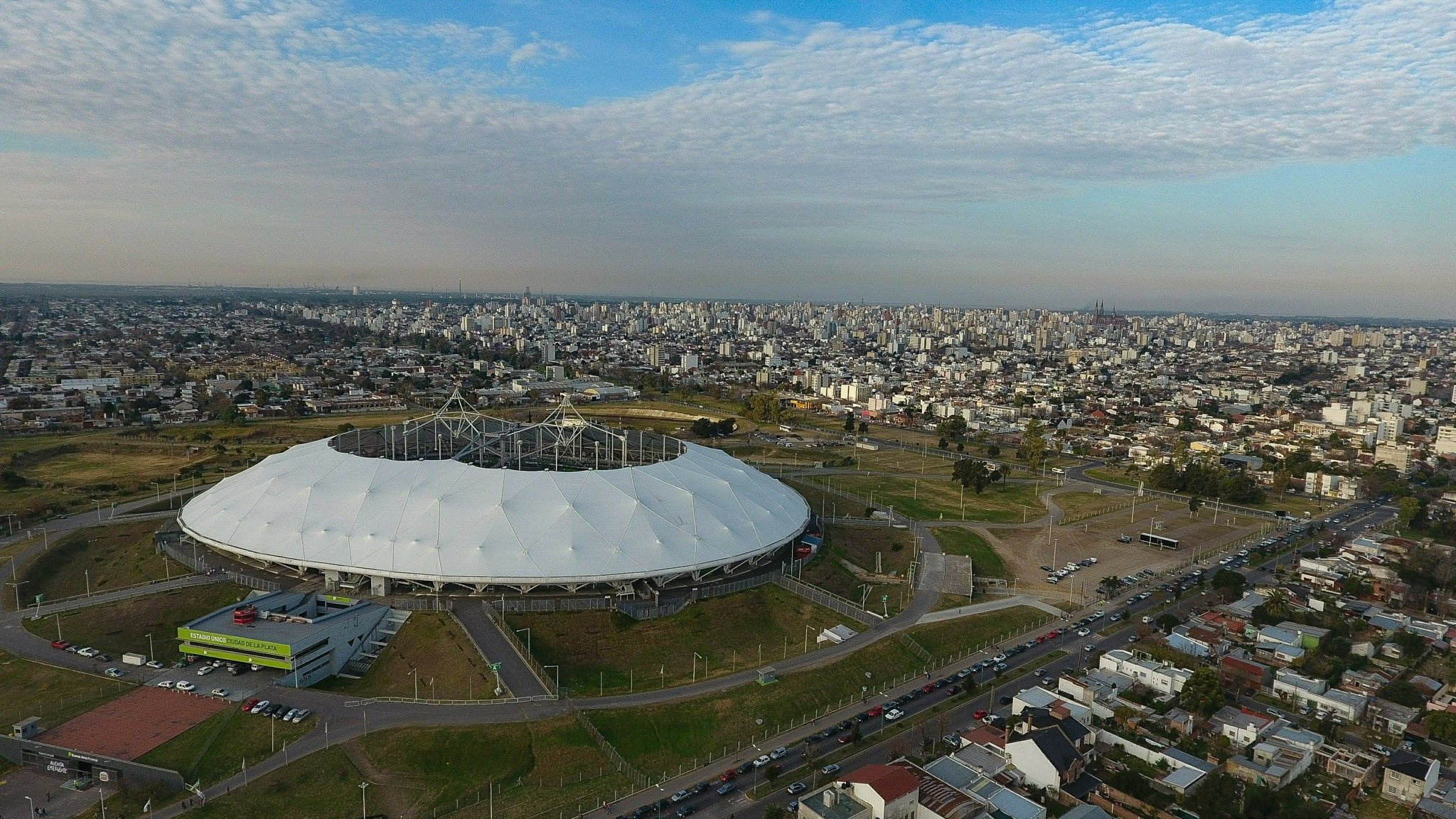
Estadio Ciudad de La Plata

W La Placie znajduje się otwarty w 2003 roku stadion Estadio Ciudad de La Plata, na którym rozgrywane były mecze Copa América 2011 oraz The Rugby Championship. W mieście tym swoją siedzibę mają kluby piłki nożnej Estudiantes La Plata – zdobywca Pucharu Interkontynentalnego, parokrotny tryumfator Copa Libertadores i Primera División oraz Gimnasia y Esgrima La Plata. Od 1916 roku rozgrywają między sobą lokalne derby zwane Clásico platense.
Na południowy zachód od miasta znajduje się tor wyścigowy Autódromo Roberto Mouras zbudowany w połowie lat 90. XX wieku.

## Gospodarka
W mieście rozwinął się przemysł mięsny, młynarski, mleczarski, odzieżowy oraz włókienniczy.

## Urodzeni w La Placie
- René Favaloro (1923-2000), chirurg sercowo-naczyniowy.
- Facundo Cabral – piosenkarz i autor piosenek,
- Agustín Creevy – rugbysta,
- Cristina Fernández de Kirchner – polityk, w latach 2003–2007 pierwsza dama, a w latach 2007–2015 prezydent Argentyny,
- Mercedes Lambre – aktorka, piosenkarka, tancerka i modelka,
- Raúl Lozano – trener siatkarski i siatkarz,
- Martín Palermo – piłkarz,
- Benjamín Rojas – aktor, piosenkarz, kompozytor i model,
- Nicolás Isasi – reżyser filmowy i operowy, muzyk, krytyk sztuki
- Marcos Rojo – piłkarz,
- Guillermo Barros Schelotto – piłkarz,
- Patricia Tarabini – tenisistka,
- Francisco Varallo – piłkarz,
- Juan Sebastián Verón – piłkarz.

## Miasta partnerskie
W 2017 przedstawiciele La Platy współpracowali włodarzami z dwudziestu jeden miast z obu Ameryk, Azji i Europy.

- Anghiari (Włochy)
- Asunción (Paragwaj)
- Beer Szewa (Izrael)
- Bivongi (Włochy)
- Bolonia (Włochy)
- Boulogne-sur-Mer (Francja)
- Chengdu (Chiny)
- Concepción (Chile)
- Coro (Wenezuela)
- Jiujiang (Chiny)
- Kurytyba (Brazylia)
- Louisville (Stany Zjednoczone)
- Maldonado (Urugwaj)
- Montevideo (Urugwaj)
- Porto Alegre (Brazylia)
- Santa Cruz (Boliwia)
- Saragossa (Hiszpania)
- Shenyang (Chiny)
- Sucre (Boliwia)
- Toluca (Meksyk)
- Zacatecas (Meksyk)